# 6 век
VІ век започва на 1 януари 501 г. и свършва на 31 декември 600 г.

## Значими световни събития
- Началото на 6 век – Академията на Гондишапур, първата академия на Изтока, основана в Иран от Хосров I от Персия
- Началото на 6 век – Манастир Глендалох основан от Св. Кевин Ирландия
- Началото на 6 век – завършена е мозайката в апсидата в базиликата Сант Аполинаре ин Класе
- Началото на 6 век – Касиодор основава манастир във Вивариум Италия
- 537 г. – Битка при Камлан, последната битка на крал Артур.

## Личности
- Юстиниан I – източен римски император
- Велизарий – римски пълководец
- Нарсес – римски пълководец
- Тотила – крал на остготите
- Тиберий II – източен римски император
- Хилвуд – славянски вожд
- 570 г. – роден е Мохамед, пророк

## Изобретения, открития
- Картата от Мадаба представлява първото изображение на Светите земи.